# Лопес, Майки
Мигель «Майки» Эй Лопес-младший (англ. Miguel “Mikey” A. Lopez, Jr.; родился 20 февраля 1993 года в Далласе, Техас, США) — американский футболист, полузащитник и капитан клуба «Бирмингем Легион».

## Клубная карьера
Обучаясь в Университете Северной Каролины в Чапел-Хилл, в 2011—2012 годах Лопес выступал за университетскую футбольную команду. Во время межсезоний в студенческой лиге он играл за клубы четвёртого дивизиона — «Ориндж Каунти Блю Стар» в 2011 году и «Пи-Эс-Эй Илит» в 2012 году.
На Супердрафте MLS 2013 Лопес был выбран клубом «Спортинг Канзас-Сити» в первом раунде под 14-м номером. 29 мая в матче Кубка Ламара Ханта против «Де-Мойн Менис» он дебютировал за «Спортинг». В марте 2014 года для получения игровой практики Лопес на правах аренды перешёл в аффилированный клуб USL Pro «Орландо Сити». 6 апреля в матче против «Рочестер Райнос» он дебютировал за новую команду. Летом того же года Майки на правах аренды перешёл в другой партнёрский клуб «Оклахома-Сити Энерджи». 15 июня в поединке против «Сакраменто Рипаблик» он дебютировал за новый клуб. Через две недели в матче против «Сакраменто Рипаблик» Лопес забил свой первый гол за «Оклахома-Сити Энерджи». После окончания аренды он вернулся в «Спортинг Канзас-Сити». 16 июля в матче против «Коламбус Крю» он дебютировал в MLS. В марте 2015 года Майки вновь был отдан в аренду в «Оклахома-Сити Энерджи». После окончания сезона 2015 Лопес остался без контракта.
В январе 2016 года Лопес присоединился к «Нью-Йорк Сити». 6 марта в матче против «Чикаго Файр» он дебютировал за новую команду. После завершения сезона 2017 «Нью-Йорк Сити» не стал продлевать контракт с Лопесом.
26 января 2018 года Лопес подписал контракт с клубом USL «Сан-Антонио» на сезон 2018. В дебютном матче за техасскую команду, 17 марта в матче первого тура сезона против «Сакраменто Рипаблик», он отличился забитым голом.
13 ноября 2018 года Лопес подписал многолетний контракт с новообразованным клубом Чемпионшипа ЮСЛ «Бирмингем Легион». 10 марта 2019 года он с капитанской повязкой вывел клуб на поле на его дебютный матч, на поединок стартового тура сезона против «Бетлехем Стил». 8 июня 2019 года в матче против «Чарлстон Бэттери» он забил свой первый гол за «Бирмингем Легион».

## Международная карьера
В 2013 году в составе молодёжной сборной США Лопес стал финалистом молодёжном чемпионате КОНКАКАФ в Мексике. На турнире он сыграл в матчах против команд Мексики, Гаити, Кубы и Коста-Рики.
Летом того же года Майки принял участие в молодёжном чемпионате мира в Турции. На турнире он принял участие в матчах против команд Испании, Ганы и Франции. В 2013 году Лопес также представлял США на Турнире в Тулоне.